# Ernst Feja
Ernst Feja (* 1. Juni 1899 in Breslau; † 1. September 1927 in Zürich) war ein deutscher Bahnradsportler.
Ernst Feja wurde als Sohn eines Eisenbahnbeamten geboren und lernte den Beruf des Automobilschlossers. Nach dem Ersten Weltkrieg wurde er Berufs-Radrennfahrer. Zu Beginn der 1920er Jahre begann er, Steherrennen zu fahren, unter anderem hinter Christian Junggeburth und Werner Krüger. 1926 gewann er gemeinsam mit dem Niederländer Piet van Kempen das Sechstagerennen in seiner Heimatstadt Breslau. Im selben Jahr belegte er als Steher in der Jahreswertung Platz vier hinter Walter Sawall, Erich Möller und Karl Wittig.
Ende August 1927 gewann Feja auf der Radrennbahn in Köln-Riehl den „Preis der goldenen Ecke“. Anschließend reiste er nach Zürich, um auf der Radrennbahn in Zürich-Oerlikon in einem internationalen Steherrennen sein Schweizer Debüt zu geben. Beim Training auf der Betonpiste stürzte er, weil der Reifen des Vorderrades von der Felge sprang, und erlitt tödliche Kopfverletzungen. Ernst Feja war der erste Radsportler, der tödlich auf der Oerlikoner Bahn verunglückte. 
Sein Leichnam wurde per Bahn von Zürich nach Breslau überführt, wo er in der Radrennbahn Grüneiche aufgebahrt wurde und Vereinskameraden von ihm Totenwache hielten. Die Trauerfeier fand eine Woche nach seinem Tod im Innenraum der Bahn statt. Die acht Kilometer lange Strecke von der Radrennbahn zum Friedhof wurde am Tag der Beerdigung von über 100.000 Menschen gesäumt, die ihm die letzte Ehre erwiesen.